# Deuterosaure
El deuterosaure (Deuterosaurus) és un gènere de teràpsid dinocèfal que visqué durant el període Permià en allò que avui en dia és Sibèria.